# اوکی الکتریک اینداستری

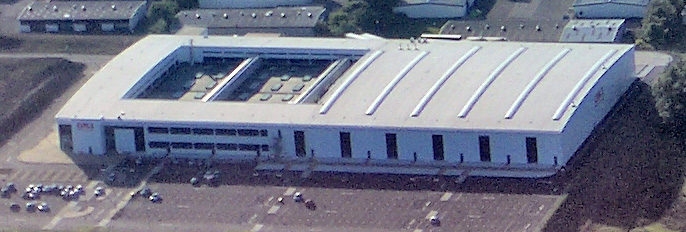
کارخانه تولیدی اوکی الکتریک در شهر کامبرنولد، اسکاتلند

اوکی الکتریک اینداستری (به ژاپنی: 沖電気工業株式会社) شرکت الکترونیک ژاپنی است، که در زمینه تولید سیستم‌های مخابراتی، دستگاه‌های خودپرداز، پرینترها و ابزارهای چندمنظوره فعالیت می‌کند.
شرکت صنایع اوکی الکتریک در سال ۱۸۸۱ توسط اوکی کیباتارو تأسیس شد و در حال حاضر دارای عملیات در ۱۲۰ کشور جهان می‌باشد.
دفتر مرکزی این شرکت در میناتو، توکیو، ژاپن قرار دارد و بخشی از سهام آن در بازار بورس توکیو معامله می‌شود.